# Археологија и природне науке (часопис)
Археологија и природне науке је научни часопис мултидисциплинарног карактера. Поред археологије у њему се објављују радови из других научних дисциплина које су у функцији археолошких истраживања.

## О часопису
Часопис је као самостално издање почео да излази 2005. године као гласило Центра за нове технологије Viminacium и Археолошког института из Београда. У часопису се публикују радови који се могу сврстати у две различите области. Једној групи припадају радови из различитих друштвено историјских наука (археологија, историја архитектуре, историја уметности). Друга група радова посвећена је природним наукама: геофизици, геологији, хемији, електротехници. У њима се презентује примена савремених научних метода прилагођених археолошким потребама.

## Периодичност излажења
Часопис се публикује са једним бројем годишње.

## Уредништво часописа
Главни уредник часописа од оснивања 2005.године, до данас, је др Миомир Кораћ, директор Археолошког и нститута. Уређивачки одбор часописа чине еминентни стручњаци из значајних националних и међународних институција.

## Аутори прилога
Аутори прилога су истраживачи из земље и иностранства. Од броја 6 (2011) сви радови се објављују на енглеском језику.

## Типови радова
- Оригинални научни радови;
- Критике и прикази књига и часописа.

## Електронски облик часописа
Часопис се публикује у штампаном и електронском облику. Електронски облик свих свезака часописа је у отвореном приступу.

## Галерија
- Археологија и природне науке, 2007.
- Археологија и природне науке, 2009.
- Археологија и природне науке, 2010.
- Археологија и природне науке, 2012.
- Археологија и природне науке, 2013.